# سیره سفلی
سیره سفلی، روستایی از توابع بخش مرکزی شهرستان دورود در استان لرستان ایران است.
نام دیگر و اصلی آن سیره هاری است 
که مردمان تشمال(آآ) آنجا زندگی می کردند

## جمعیت
این روستا در دهستان حشمت آباد قرار دارد و براساس سرشماری مرکز آمار ایران در سال ۱۳۸۵، جمعیت آن ۹۲ نفر (۱۳خانوار) بوده‌است.